# Apocalypto
Apocalypto je americký historický akční film režiséra Mel Gibsona z roku 2006. Odehrává se v prostředí mayské civilizace na poloostrově Yucatan v Mexiku počátkem 16. století před příchodem Španělů. Apocalypto líčí cestu mezoamerického domorodce, který čirou náhodou unikne na poslední chvíli obětování, následně prchá svým uchvatitelům zpět ke svojí přeživší rodině ve své dobyté a zničené vesnici. Ve filmu jsou názorně vyobrazeny surové scény z obětování lidí aztéckým veleknězem.

## Děj
Jaguáří Tlapa (v originále Jaguar Paw), jeho otec Kamenné Nebe (v originále Flint Sky) a muži jejich kmene loví v mezoamerickém deštném pralese, když narazí na uprchlíky prchající před válkou. Prostřední Oko varuje Jaguáří Tlapu, aby se nikdy nenechal ovládnout strachem. Večer kmen poslouchá staršího, který vypráví příběh o bytosti, která je nenasytná a bere vše, dokud nezničí svět.
Ráno vesnici napadnou Mayové vedení Vlkem Nic. Kamnné Nebe je zabit a Jaguáří Tlapa schová svou těhotnou ženu Sedm a syna Želvy Běží do prázdné studny, než je zajat. Jeden z útočníků přetne lano vedoucí do studny. Přeživší dospělí jsou odvlečeni na dlouhý pochod džunglí, zatímco děti zůstávají samy. Sedm a Želvy Běží se snaží uniknout ze studny.
Po cestě zajatci vidí zničené lesy, špatná kukuřičné pole a vesnice zasažené nemocí. Potkají nemocnou dívku, která prorokuje konec světa Mayů. V městě jsou ženy prodány do otroctví a muži obětováni na vrcholu pyramidy. Když je Jaguáří Tlapa na oltáři, nastane zatmění slunce, což Mayové považují za znamení, že bohové jsou spokojeni. Zbývající zajatci jsou použiti jako terče; Vlkův Nic syn Cut Rock zabíjí zraněné. Jaguáří Tlapa je zraněn, ale díky oběti svého přítele Balvana (v originále Blunted) zabije Cut Rocka a uteče.
Vlk Nic a jeho muži pronásledují Jaguáří Tlapu, který využívá své znalosti džungle k přežití. Zabije Prostřední Oko a Vlka Nic. Na okraji vesnice Jaguáří Tlapa a zbývající dva pronásledovatelé vidí v úžasu příchod španělských dobyvatelů. Jaguáří Tlapa zachrání svou rodinu před utopením. Později rodina sleduje španělské lodě, ale rozhodnou se začít nový život v lese, daleko od Mayů i Španělů.